# Arnaud de Via
Arnaud de Via (nascido em Cahors — falecido em Avinhão, França, 24 de novembro de 1335) foi um cardeal francês da Igreja Católica. Ele era sobrinho do Papa João XXII e irmão do cardeal Jacques de Via.

## Vida
Foi criado cardeal-diácono de Santo Eustáquio pelo Papa João XXII no consistório de 20 de junho de 1317.
Em 1320, Arnaud mudou-se para Villeneuve-lès-Avignon onde, entre 1327 e 1333, reagrupou terras ao sul de sua residência para construir uma capela dedicada a Nossa Senhora. A capela foi consagrada em 1º de junho de 1333 pelo seu tio, o papa.
Com a permissão de João XXII, ele também construiu um palácio ligado a capela para a residência dos bispos de Avinhão, tornando-a uma Igreja Colegiada.
Ele participou do conclave de 1334 que elegeu o Papa Bento XII.
Arnaud de Via morreu em 24 de novembro de 1335 em Avinhão, na França. Foi enterrado no colegiado fundado por ele.